# تاريخ دبي
تاريخ دبي يعود أقدم سجل مكتوب لـ دبي إلى محمد الإدريسي، الذي رسم خريطة لساحل الإمارات العربية المتحدة في القرن العاشر الميلادي. حوالي عام 1580، قام كاسبارو بالبي، صائغ ولاية البندقية، بتوثيق صناعة صيد اللؤلؤ في دبي والمدن الأخرى الموجودة حاليًا في أراضي الإمارات العربية المتحدة. على الرغم من كونها دولة محافظة تقليديًا، إلا أن الإمارات العربية المتحدة هي إحدى الدول من أكثر الدول ليبرالية في الخليج العربي، مع التسامح مع الثقافات والمعتقدات الأخرى بشكل عام. ومن الناحية السياسية لا تزال سلطوية، إلا أن العلاقات مع إيران المجاورة كانت متوترة بسبب النزاع الإقليمي المستمر على جزر الخليج. وكانت الإمارات واحدة من ثلاث دول فقط اعترفت بحكم طالبان في أفغانستان.
قبل اكتشاف النفط في الخمسينيات، كان اقتصاد الإمارات العربية المتحدة يعتمد على صيد الأسماك وتراجع صناعة اللؤلؤ. ولكن منذ أن بدأت صادرات النفط في عام 1962، تغير مجتمع البلاد واقتصادها. لقد تنوعت دولة الإمارات العربية المتحدة وأصبحت مركزًا إقليميًا للتجارة والسياحة، حيث استثمرت الشركات الإماراتية بكثافة في الخارج.

## التاريخ المبكر

### 7000 قبل الميلاد – القرن السابع
سجلات المنطقة التي تقع فيها إمارة ومدينة دبي نادرة جدًا لأي فترة قبل القرن الثامن عشر. خلال توسعة طريق الشيخ زايد بين عامي 1993 و1998، كُشف عن بقايا مستنقع منغروف يعود تاريخه إلى ما يقرب من 7000 قبل الميلاد. يُعتقد أنه بحلول عام 3000 قبل الميلاد تقريبًا، كان الخط الساحلي قد تحرك باتجاه البحر بدرجة كافية نحو الساحل الحالي وأصبحت المنطقة مغطاة بالرمال.
عندما أصبحت أكثر قابلية للسكن، استخدم رعاة الماشية البدو المنطقة للعيش والرعي فيها. بدأت زراعة نخيل التمر محليًا في عام 2500 قبل الميلاد، وكانت أول حالة يتم فيها استخدام الأرض للأغراض الزراعية. وكان الرعاة يعبدون الإله باجير، وتشير الأدلة المختلفة إلى وجود صلات بحضارة ماجان الغامضة، التي يُعتقد أنها سيطرت على تجارة النحاس في هذا الجزء من العالم القديم، والتي توجد مواقع أثرية لها في البحرين.
على مدى 2000-2700 سنة التالية، لم تعد هناك تفاصيل أخرى، ربما بسبب التصحر وعدم أهميتها وبُعد المنطقة، حتى أصبحت المنطقة جزءًا من ساتراب "ماكا"، أقصى جنوب الإمبراطورية الأخمينية، وتبعتها بواسطة الإمبراطورية الساسانية، آخر إمبراطورية إيرانية ما قبل الإسلام،  بعد عدة مئات من السنين في القرن الثالث الميلادي. كشفت الحفريات الأخيرة في منطقة جميرا بدبي عن محطة قوافل تعود إلى القرن السادس، مما يشير إلى أن المنطقة كانت قليلة السكان خلال هذه الفترة.

### القرن السابع - 1800

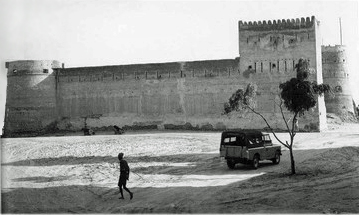
حصن الفهيدي في دبي في أواخر الخمسينيات، بنيت عام 1787

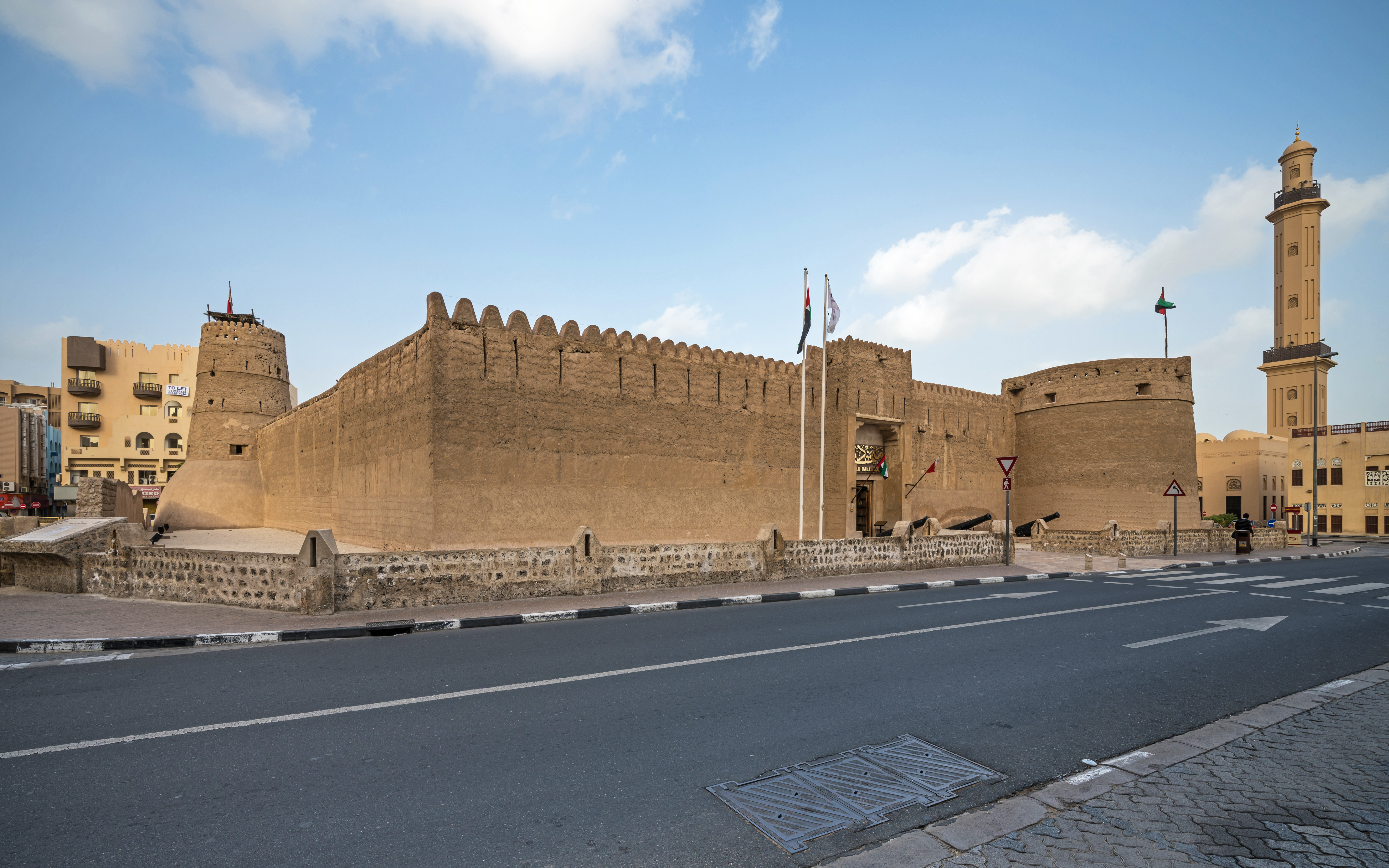
قلعة الفهيدي اليوم. قلعة الفهيدي هي أقدم مبنى موجود في دبي.

أدخل الأمويون الإسلام إلى المنطقة في القرن السابع، وأثاروا حيوية المنطقة، وفتحوا طرق التجارة المدعومة بصيد الأسماك والغوص بحثًا عن اللؤلؤ إلى المناطق الشرقية مثل باكستان والهند حاليًا، مع تقارير عن السفن التي تسافر بقدر الصين للتجارة. أول ذكر مكتوب لمنطقة دبي كان في عام 1095، على يد أبو عبيد البكري، في كتابه "معجم ما أستعجم من أسماء البلاد والمواضع"، والذي يصف فيه العديد من الأماكن في العالم التي تم تجميعها من حسابات أخرى لهم. لم يكن حتى عام 1799 أن سجلت المدينة أول سجل لها. ومع ذلك، فإن الفينيسي جاسبارو بالبي، تاجر اللؤلؤ الشهير، ذكر "ديباي" في قائمة الأماكن التي لاحظ الجودة الاستثنائية لآلئها في عام 1590.

## التاريخ

### 1800–1966

#### 1912-1800
في أوائل القرن التاسع عشر، أسست أسرة آل أبو الفلاسة (جزء من قبيلة البوفلاسة) من قبيلة بنو ياس دبي، التي ظلت تابعة لأبو ظبي حتى عام 1833. وفي 8 يناير 1820، تولى شيخ دبي وغيره وقع شيوخ المنطقة على "معاهدة السلام البحري العامة" مع الحكومة البريطانية، والتي تهدف إلى قمع القرصنة في الخليج العربي وكانت أول إدانة رسمية لتجارة الرقيق العربية في تاريخ الإمارات. ومع ذلك، في عام 1833، غادرت أسرة آل مكتوم (أيضًا أحفاد آل الفلاسي) من قبيلة بنو ياس مستوطنة أبوظبي واستولت على دبي من عشيرة أبو الفلاسة دون مقاومة، بقيادة مكتوم بن بطي المؤسس. من سلالة آل مكتوم الحالية. في عام 1841، تعرضت المدينة لتفشي مدمر لمرض الجدري مما أجبر الكثيرين على الانتقال شرقًا إلى مدينة ديرة، دبي.
وفي عام 1853، وفي محاولة لوقف القرصنة المستوطنة في المنطقة، وقع البريطانيون هدنة أخرى، ووافقوا على البقاء خارج إدارة المنطقة مقابل موافقة الشيوخ على قمع القرصنة. وكان لهذا أيضًا تأثير جانبي حيث أصبحت المنطقة تُعرف باسم الإمارات المتصالحة. في عام 1894 اجتاح حريق منطقة الديرة وأحرق معظم المنازل. ومع ذلك، مكّن الموقع الجغرافي المثالي والأعمال التجارية المزدهرة من إعادة بناء المدينة. أدى نجاح المنطقة إلى قيام الشيخ مكتوم بتوقيع صفقة تجارية حصرية مع البريطانيين في عام 1892، مما جعل دبي محمية بريطانية، وفي عام 1894 منح إعفاء ضريبي كامل لجميع التجار الأجانب. بحلول عام 1903، نجح الشيخ في إقناع خط باخرة بريطاني كبير بجعل دبي ميناءً للتوقف. نظر التجار من لنجة إلى الشاطئ العربي للخليج العربي وأخيرًا استقروا في دبي. ومع ذلك، استمروا في التجارة مع لنجة، كما تفعل العديد من المراكب الشراعية في خور دبي اليوم، وأطلقوا على منطقتهم اسم البستكية، على اسم منطقة بستك في جنوب بلاد فارس. وفي ذلك الوقت، كان ما يقرب من ربع السكان من أصل غير إماراتي.

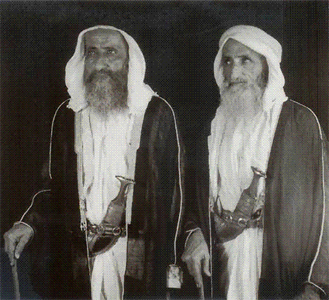
الشيخ جمعة آل مكتوم (يسار) والشيخ سعيد بن مكتوم آل مكتوم (يمين) من آل مكتوم

#### 1944-1912
بعد تعدد الحكام، الشيخ سعيد بن مكتوم بن حشر آل مكتوم الذي أصبح حاكماً عام 1912، كان أول حاكم يحكم لفترة طويلة من الوقت ويعتبره الكثيرون أحد آباء دبي. استمرت أوقات الازدهار بفضل صناعة اللؤلؤ بقوة حتى الكساد الكبير عام 1929. بدأ ظهور اللؤلؤ الاصطناعي في ضرب اقتصاد دبي، إلى جانب مع آثار الاكتئاب دفعت الشيخ إلى استكشاف فرص أخرى للتوسع. في عام 1929، عزل لفترة وجيزة وخلفه الشيخ ماني. بن راشد، أحد أقاربه؛ ولكن بعد ثلاثة أيام أعيد إلى العرش وحكم حتى وفاته. أدى ذلك إلى بروز دبي باعتبارها الميناء التجاري الأول، حيث يتم استيراد البضائع إلى ميناء معفى من الرسوم الجمركية وتصديرها على الفور إلى سوق أخرى.
تمتلك دبي المركز التجاري الرئيسي في الخليج العربي والميناء التجاري الأكثر ازدحامًا منذ عام 1900، حيث تمثل التجارة المصدر الرئيسي للدخل للإمارة. لعبت طبقة التجار في دبي دورًا رئيسيًا إعادة هيكلة الاقتصاد وصنع القرار الحكومي في عصر ما قبل النفط لتطور دبي. يلعب التجار اليوم دورًا أساسيًا في الشؤون الاقتصادية والبنية السياسية. بالإضافة إلى ذلك، فقد لعبوا مرة أخرى أدوارًا كمزودي خدمات، ومخططين حضريين، ووسطاء ثقافيين، وممثلين دوليين يمثلون المنطقة في جميع أنحاء العالم.
عانت دبي اقتصادياً بعد عام 1920 بسبب انهيار صناعة اللؤلؤ، والكساد الكبير في الثلاثينيات، وفقدان شبكات تجارية واسعة النطاق خلال الحرب العالمية الثانية. حتى ارتفاع عائدات النفط في أواخر الستينيات، كان عدم الاستقرار السياسي والاضطرابات التجارية موجودًا، وشكل ذلك محاولة منظمة لتقويض النفوذ البريطاني وعائلة آل مكتوم الحاكمة. كانت انتفاضة عام 1938 في دبي تتويجا لعقد من المظالم والتمردات البسيطة ضد الحكم الاستبدادي للشيخ سعيد بن مكتوم (حكم من 1912 إلى 1958). في ثلاثينيات القرن العشرين، اتسم الساحل المتصالح بالفقر المدقع الناتج بشكل أساسي عن تراجع تجارة اللؤلؤ. انطلقت الكثير من مبادرات الإصلاح من محاولة تحسين الظروف الاقتصادية، حيث كان قادة الحركة في السابق من تجار اللؤلؤ الناجحين. استمرت الحكومة الجديدة التي تأسست في أكتوبر 1938 بضعة أشهر فقط قبل أن يتمكن الشيخ سعيد بدعم بدوي من الإطاحة بها في مارس 1939. انهارت حركة الإصلاح في نهاية المطاف بسبب معارضة الحكومة البريطانية وضعف الهياكل السياسية في ذلك الوقت.

#### 1958-1945
تصاعد الخلاف بين دبي وأبو ظبي بشأن حدودهما إلى صراع مسلح بين الدولتين، حيث هاجمت دبي عددًا من بلدات أبو ظبي داخل البلاد. أدى التحكيم الذي أجرته الحكومة البريطانية في عام 1949 إلى إنشاء حدود عازلة تمتد جنوبًا شرقًا من الساحل عند رأس حصيان. ولم يتم التوصل إلى تسوية رسمية حتى عام 1979، أي بعد ثماني سنوات من إنشاء الإمارات العربية المتحدة.

#### 1966-1958
في عام 1958، عند وفاة سعيد بن مكتوم آل مكتوم، الشيخ راشد بن سعيد آل مكتوم أصبح حاكماً. يعتبر راشد آل مكتوم على نطاق واسع القوة الدافعة وراء توسع دبي، مما تسبب في توسعها الهائل، بمساعدة اكتشاف النفط. شرع في أعمال تجريف خور دبي في عام 1963، حيث كان الخور صغيرًا جدًا بحيث لا يمكن للسفن الحديثة أن ترسو هناك، مما تسبب في آثار اقتصادية سلبية شديدة. اقترض مبالغ ضخمة من المال لإنجاز أعمال التجريف، والتي كانت كانت شديدة الخطورة لأن الأموال اللازمة لإكمالها كانت أعلى بكثير من الدخل السنوي لدبي. كانت عملية التجريف ناجحة، مما مكن السفن من أي حجم من الرسو في الميناء. أدى ذلك إلى انطلاقة سوق إعادة تصدير الذهب، وضمان تمكن رشيد من البدء في بناء البنية التحتية الحيوية بالشراكة مع البريطانيين.
منذ البداية، كانت دبي على خلاف دائم مع أبوظبي. في عام 1947، اندلع نزاع حدودي بين دبي وأبو ظبي على حدودهما الشمالية إلى حرب بين الدولتين وأجبرت الحكومة البريطانية على التدخل وما تلا ذلك من إنشاء منطقة عازلة المنطقة مما أدى إلى وقف مؤقت لإطلاق النار. من خلال السماح لأبو ظبي بالسيطرة على بقية الإمارات، مع ترك دبي تحكم العديد من شؤونها الخاصة، خاصة عندما يتعلق الأمر بالتجارة.

## 1966–يومنا هذا

### اكتشاف النفط
كانت نقطة التحول الرئيسية في تاريخ وثروات دبي هي اكتشاف النفط في عام 1966. بالتزامن مع انضمام دولة قطر المستقلة حديثًا ودبي لإنشاء عملة جديدة، الريال القطري، بعد انخفاض قيمة روبية الخليج العربي التي أصدرتها حكومة الهند، مكنت دبي من التوسع والنمو بسرعة. بمجرد إرسال أول شحنة من النفط في عام 1969، أمن مستقبل دبي كدولة مستقلة ذاتيًا، وقد عززت قدرتها على إملاء السياسة على دولة الإمارات العربية المتحدة في السنوات اللاحقة.

### تشكيل دولة الإمارات العربية المتحدة
غادرت بريطانيا الخليج العربي في أوائل عام 1971، بعد أن أعلنت نواياها في عام 1968، مما أدى إلى تشكيل الإمارات العربية المتحدة بأتحاد دبي وأبو ظبي، بالاشتراك مع خمس إمارات أخرى. أكدت دبي وأبو ظبي في المفاوضات أنهما قادرتان على السيطرة على البلاد بشكل فعال، مما يتيح توسعًا أكبر كما رأينا اليوم. في عام 1973، انضمت دبي إلى الإمارات الأخرى في تقديم درهم الإمارات، العملة الموحدة لدولة الإمارات العربية المتحدة.
تتمتع دبي وأبو ظبي فيما بينهما الآن بأغلبية السيطرة في دولة الإمارات العربية المتحدة، وهو ما كان متساويًار من شروط انضمامهم. ولتمكين ذلك، فإن أبو ظبي ودبي هما الإماراتان الوحيدان اللذان يتمتعان بحق النقض على المسائل ذات الأهمية الوطنية، في حين أن الإمارات الأخرى لديها حق التصويت فقط على مثل هذه الأمور. بالإضافة إلى ذلك، يتم تمثيل دبي بثمانية أعضاء في المجلس الوطني الاتحادي، منهم أربعون إجمالاً. دبي ورأس الخيمة هما الولايتان الوحيدتان اللتان تحتفظان بمحاكمهما القضائية الخاصة، في حين أن الولايتين الأخريين جزء من نظام العدالة الفيدرالي في دولة الإمارات العربية المتحدة.
قدمت المنطقة الحرة في جبل علي في عام 1979، مما يوفر للشركات استيرادًا غير مقيد للعمالة وتصدير رأس المال، مما ساعد على تحفيز تدفق الشركات العالمية الذي نشهده اليوم.

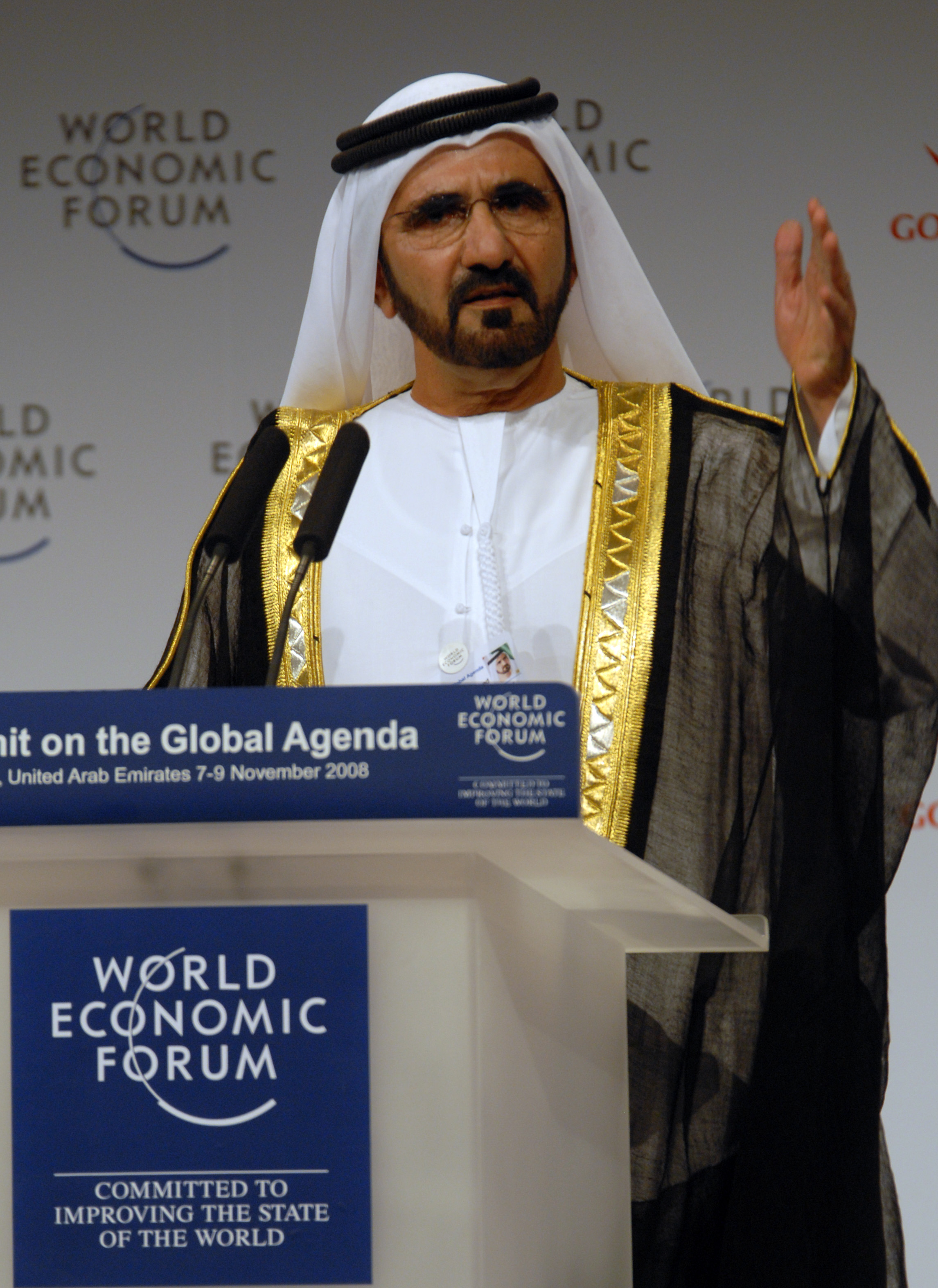
الأمير الحالي محمد بن راشد آل مكتوم

### 1990 – الوقت الحاضر
وأدت وفاة الشيخ راشد آل مكتوم إلى اعتلاء الشيخ مكتوم بن راشد آل مكتوم العرش. أدت حرب الخليج الفارسي عام 1990، والتي قدمت فيها دبي كجزء من دولة الإمارات العربية المتحدة مساعدات عسكرية للتحالف، إلى زعزعة استقرار الاقتصاد؛ ومع ذلك، استقر هذا الأمر في منتصف التسعينيات، ونقلت العديد من المجتمعات التجارية الأجنبية أعمالها إلى دبي. استمرت دبي في تعزيز التحالف السياسي مع العالم الغربي، وخلال غزو العراق عام 2003، قدمت قواعد للتزود بالوقود للقوات المتحالفة في المنطقة الحرة في جبل علي كما فعلت خلال الحرب الفارسية.
وسمحت الزيادات العالمية في أسعار النفط لدبي بالتركيز على التطوير السريع للبنية التحتية الرئيسية. أدى نجاح المنطقة الحرة في جبل علي إلى تطوير مجموعات من المناطق الحرة الجديدة، بما في ذلك مدينة دبي للإنترنت، منطقة تكنولوجيا الإنترنت ذات المزايا المتعلقة بالملكية والضرائب، مدينة دبي للإعلام، منطقة معفاة من الضرائب لزيادة حضور دبي في وسائل الإعلام العالمية، ومدينة دبي البحرية، والتي ستحتوي على العديد من المرافق، بما في ذلك الواجهات البحرية والموانئ. في العقود الماضية، أصبحت دبي معروفة بمشاريع البناء الناجحة، بما في ذلك برج خليفة، أطول فندق قائم بذاته في العالم، جزر النخيل، بناء ثلاث جزر صناعية على شكل نخلة التمر. سيتم بناء العقارات السكنية والتجارية عليها وجزر العالم، وهي أرخبيل من 300 جزيرة على شكل العالم، وبرج خليفة، وهو أطول هيكل من صنع الإنسان في العالم. في عام 2006، عند وفاة الشيخ مكتوم آل مكتوم، شقيقه الشيخ محمد بن راشد آل مكتوم أصبح أميرًا، بعد أن كان الحاكم الفعلي لمدة عقد من الزمن وكان له الفضل في المساعدة في فرض التوسع السريع في دبي. في عام 2006، بعد وفاة الشيخ مكتوم آل مكتوم، أصبح شقيقه الشيخ محمد بن راشد آل مكتوم أميرًا، بعد أن كان الحاكم الفعلي لمدة عقد من الزمن وكان له الفضل في المساعدة في فرض التوسع السريع في دبي.
ضرب الركود الكبير في أواخر العقد الأول من القرن الحادي والعشرين اقتصاد دبي بشدة؛ ويرجع ذلك إلى حد كبير إلى اعتمادها على قطاعات مثل الطاقة والسياحة وخاصة العقارات، مع تباطؤ تقارير البناء الجديد وفي بعض الحالات توقفها تمامًا. وفي محاولة لمكافحة الركود، أعلنت دبي عن تدابير مختلفة لخفض الضرائب لتحفيز الشركات في المنطقة.
ظهرت دبي أيضًا في الأخبار بسبب مواقفها تجاه الزنا، والتي يُنظر إليها على أنها قاسية في العالم الغربي، حيث أجبرت بعض الحالات على تدخل الحكومات الأخرى نيابة عن مواطنيها. لمواصلة جذب المستثمرين الأجانب، تخطط دولة الإمارات العربية المتحدة لإلغاء تجريم "الأفعال التي لا تضر الآخرين"، مما قد يؤدي إلى إنهاء العقوبات المفروضة على استهلاك الكحول أو المعاشرة بين الأزواج غير المتزوجين في الدولة التي يهيمن عليها المغتربون.

## المستقبل

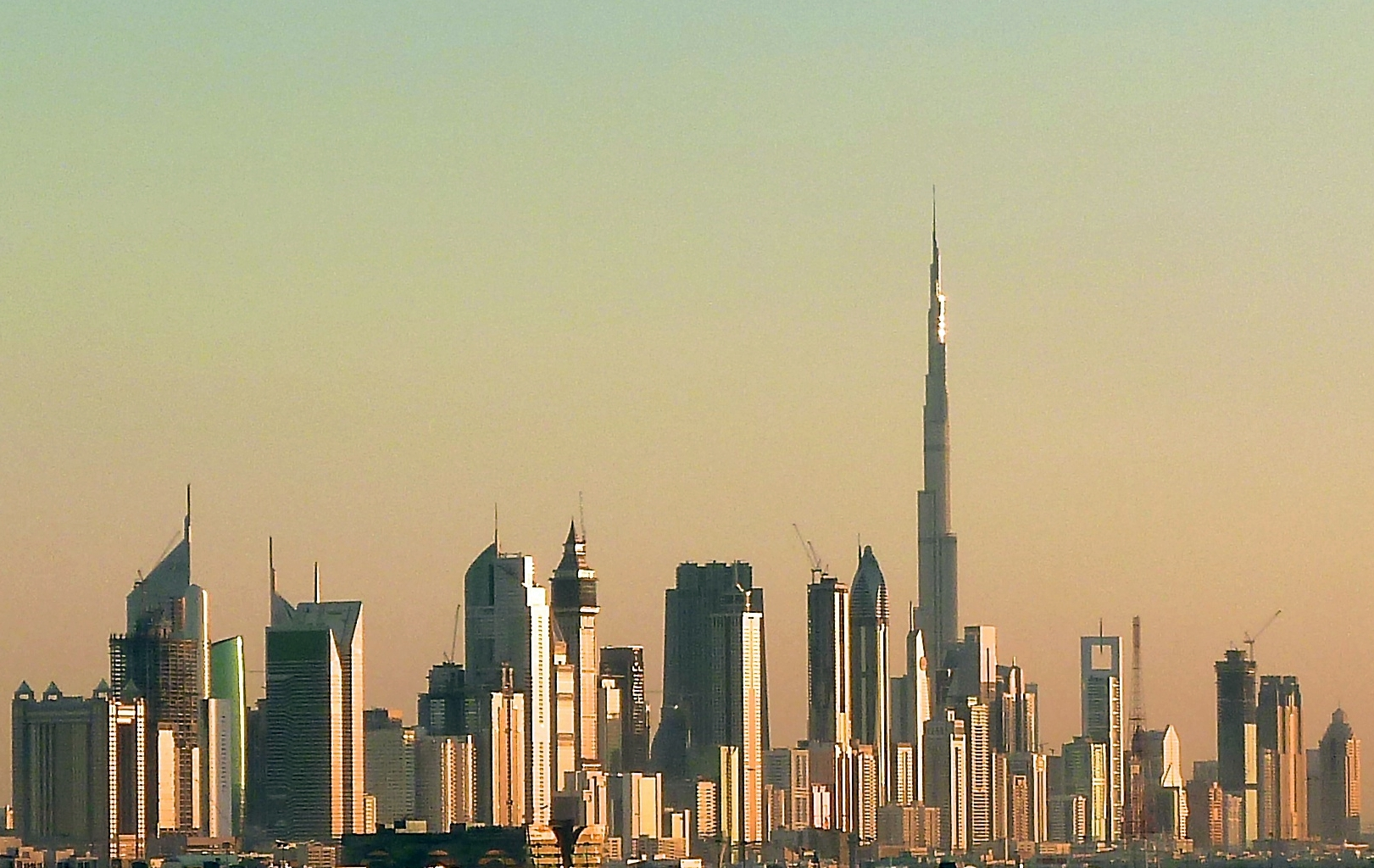
أفق دبي، 2010

على الرغم من الاضطرابات الدولية بشأن تكلفة النفط، تعتبر دبي بالفعل بمثابة هونغ كونغ الشرق الأوسط. عندما تنضب إمدادات النفط العالمية، ستنجو دبي في عالم جديد خالٍ من النفط على عكس الرياض. سينمو النشاط التجاري في منطقة دبي بدلاً من أن يتراجع لأن دبي كانت مركزًا تجاريًا رئيسيًا قبل قرون من اكتشاف النفط. الوصول التجاري للإمارة مع إيران سيمبسبب تجارة هونغ كونغ مع جمهورية الصين الشعبية بسبب نبذ غالبية العالم الغربي لإيران.
خلال القرن الحادي والعشرين، قد يتعين على دبي تنفيذ سياسات تبتعد عن العولمة ونحو التوطين للحفاظ على موارد الطاقة لديها، وتوفير فرص عمل محلية لمواطني دولة الإمارات العربية المتحدة بدلاً من المواطنين الأجانب، والحفاظ على سلطة صنع القرار المحلية. سيتم تعديل سياسات تقسيم المناطق من قبل حكومة بلدية دبي لتعزيز الحفاظ على الموارد والقضاء على الزحف العشوائي.
سوف تنفد آخر احتياطيات النفط المتبقية في دولة الإمارات العربية المتحدة في نهاية عام 2029. اعتبارًا من فبراير 2006، كان لدى دبي (مع بقية الإمارات العربية المتحدة) احتياطي احتياطي قدره 44 مليار برميل من النفط الخام فقط. إذا استخدم بشكل صحيح وبالتزامن مع أنواع الوقود البديلة، فإن الوقود الاحتياطي الذي سيبقي النشاط الاقتصادي قائمًا في دبي سوف يستمر حتى نهاية القرن الحادي والعشرين.

## النزاعات
بالإضافة إلى النزاع طويل الأمد بين أبوظبي ودبي، كانت دبي متورطة أيضًا في نزاع مع الشارقة فيما يتعلق بحدودهما القانونية. قبل مغادرة البريطانيين، لم تكن هناك حدود محددة بدقة بين الإمارات المتصالحة؛ ومع ذلك، مع اكتشاف النفط الذي كان بحاجة إلى تحديد الحدود لأسباب تتعلق بالامتياز، كان مطلوبًا من بريطانيا تحديد الحدود. بعد أن قام جوليان ووكر، وهو مسؤول بريطاني (لاحقًا الوكيل السياسي البريطاني) بمسح المنطقة، أصدر السيد تريب، الوكيل السياسي البريطاني، إعلانات بين عامي 1956 و1957 تحدد الحدود. وعلى الرغم من اتفاق حاكمي دبي والشارقة في عام 1954 على قبول الأحكام الصادرة، إلا أن حاكم دبي رفض قبول القرار. وحتى بعد تشكيل دولة الإمارات العربية المتحدة، لم تتفق أي من الدولتين على الحدود، وبالتالي، في 30 نوفمبر 1976، وقعتا على تسوية تحكيم تحت رعاية المجلس الأعلى للاتحاد. في النهاية، حكم المجلس الأعلى بأن القرارات كانت قرارات إدارية وملزمة بدلاً من قرارات التحكيم، وعرفت حدود تريب على أنها الحدود.

## حكام دبي

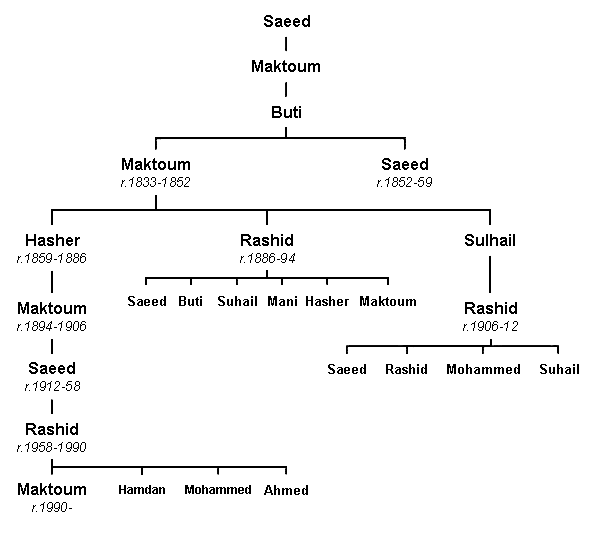
شجرة عائلة مبسطة لعائلة آل مكتوم

فيما يلي قائمة بحكام دبي آل مكتوم سلالة، تعود إلى عام 1833 على الأقل.
- 9 يونيو 1833 – 1836 الشيخ عبيد بن سعيد بن راشد (ت 1836)
- 9 يونيو 1833 – 1852 الشيخ مكتوم الأول بن بطي بن سهيل (ت 1852)
- 1852 – 1859 الشيخ سعيد بن بطي آل مكتوم (ت 1859)
- 1859 - 22 نوفمبر 1886 الشيخ حشر بن مكتوم آل مكتوم (ت 1886)
- 22 نوفمبر 1886 - 7 أبريل 1894 الشيخ راشد الأول بن مكتوم (ت 1894)
- 7 أبريل 1894 - 16 فبراير 1906 الشيخ مكتوم بن حشر آل مكتوم (مواليد القرن 19 - ت. 1906)
- 16 فبراير 1906 – نوفمبر 1912 الشيخ بطي بن سهيل آل مكتوم (مواليد 1851 – ت. 1912)
- نوفمبر 1912 - 15 أبريل 1929 الشيخ سعيد الثاني بن مكتوم (المرة الأولى) (مواليد 1878 - ت. 1958)
- 15 أبريل 1929 – 18 أبريل 1929 الشيخ مانع بن راشد
- 18 أبريل 1929 – سبتمبر 1958 الشيخ سعيد الثاني بن مكتوم (المرة الثانية)
- سبتمبر 1958 – 7 أكتوبر 1990 الشيخ راشد الثاني بن سعيد آل مكتوم (مواليد 1912 – ت. 1990)
- 7 أكتوبر 1990 - 4 يناير 2006 الشيخ مكتوم الثالث بن راشد آل مكتوم (مواليد 1943 - ت. 2006)
- 4 يناير 2006 - حتى الآن الشيخ محمد بن راشد آل مكتوم (مواليد 1949)

حاكم دبي الحالي هو الشيخ محمد بن راشد آل مكتوم. مثل سلفه، الشيخ مكتوم بن راشد آل مكتوم، فهو أيضًا نائب رئيس دولة الإمارات العربية المتحدة ورئيس مجلس الوزراء. بعد أن التحق بالمدرسة في المملكة المتحدة، أصبح جزءًا من الإدارة اليومية للبلاد. وله زوجتان هما الشيخة هند بنت مكتوم بن جمعة آل مكتوم والأميرة هيا بنت الحسين ابنة ملك الأردن. وهو معروف على نطاق واسع بمشاركته في سباقات الخيل وتبرعاته الخيرية، بالإضافة إلى فضله في تطوير البنية التحتية والاقتصاد في دبي.

## روابط خارجية
- "كيف أصبحت دبي غنية جدًا؟ | توضيح CNBC". سي إن بي سي. 10 فبراير 2018. مؤرشف من الأصل في 2021- 12-15. {{استشهاد ويب}}: تحقق من التاريخ في: |تاريخ أرشيف= (مساعدة)